# Ӌ
Das Ӌ (kleingeschrieben ӌ, IPA-Aussprache d͡ʒ) ist ein Buchstabe des kyrillischen Alphabets, bestehend aus einem Ч mit linker heruntergezogener Serife. Er wird für die Schreibung der chakassischen Sprache verwendet.

## Zeichenkodierung
| Standard  | Standard    | Majuskel Ӌ                             | Minuskel ӌ                           |
| --------- | ----------- | -------------------------------------- | ------------------------------------ |
| Unicode   | Codepoint   | U+04CB                                 | U+04CC                               |
| Unicode   | Name        | CYRILLIC CAPITAL LETTER KHAKASSIAN CHE | CYRILLIC SMALL LETTER KHAKASSIAN CHE |
| UTF-8     | UTF-8       | D3 8B                                  | D3 8C                                |
| XML/XHTML | dezimal     | &#1227;                                | &#1228;                              |
| XML/XHTML | hexadezimal | &#x04CB;                               | &#x04CC;                             |